# UFC 8
UFC 8: David vs. Goliath fue un evento de artes marciales mixtas producido por la Ultimate Fighting Championship (UFC). Tuvo lugar el 16 de febrero de 1996 desde el Coliseo Rubén Rodríguez en Bayamón, Puerto Rico.

## Historia
UFC 8 incluyó un torneo de ocho hombres, y una pelea por el Campeonato Superfight entre el actual campeón Ken Shamrock y Kimo Leopoldo. El torneo no tenía clases de peso o límites de peso. El límite de tiempo de 10 minutos se impuso en todos los combates del torneo, excepto en el combate por el título (15 minutos).

## Resultados
1. ↑  Por el Campeonato Superfight.
2. ↑  Adkins reemplazo a Paul Varelans, que se lesionó en su pelea de cuartos de final.
3. ↑  Debido a las lesiones sufridas en este combate, Varelans no pudo continuar en el torneo y fue reemplazado por Sam Adkins.

## Desarrollo
|  | Cuartos de final | Cuartos de final | Cuartos de final |                |                 | Semifinales     | Semifinales | Semifinales |  |          | Final    | Final | Final |  |
|  |                  |                  |                  |                |                 |                 |             |             |  |          |          |       |       |  |
|  |                  |                  |                  |                |                 |                 |             |             |  |          |          |       |       |  |
|  | Don Frye         | Don Frye         | KO               |                |                 |                 |             |             |  |          |          |       |       |  |
|  | Don Frye         | Don Frye         | KO               |                |                 |                 |             |             |  |          |          |       |       |  |
|  | Thomas Ramirez   | Thomas Ramirez   | 0:08             |                |                 |                 |             |             |  |          |          |       |       |  |
|  | Thomas Ramirez   | Thomas Ramirez   | 0:08             |                | Don Frye        | Don Frye        | TKO         |             |  |          |          |       |       |  |
|  |                  |                  |                  |                | Don Frye        | Don Frye        | TKO         |             |  |          |          |       |       |  |
|  |                  |                  | Sam Adkins*      | Sam Adkins*    | 0:48            |                 |             |             |  |          |          |       |       |  |
|  | Paul Varelans    | Paul Varelans    | Sam Adkins*      | Sam Adkins*    | 0:48            | DEC             |             |             |  |          |          |       |       |  |
|  | Paul Varelans    | Paul Varelans    |                  |                |                 |                 |             |             |  |          |          |       |       |  |
|  | Joe Moreira      | Joe Moreira      | 10:00            |                |                 |                 |             |             |  |          |          |       |       |  |
|  | Joe Moreira      | Joe Moreira      | 10:00            |                |                 |                 |             |             |  | Don Frye | Don Frye | SUM   |       |  |
|  |                  |                  |                  |                |                 |                 |             |             |  | Don Frye | Don Frye | SUM   |       |  |
|  |                  |                  | Gary Goodridge   | Gary Goodridge | 2:14            |                 |             |             |  |          |          |       |       |  |
|  | Jerry Bohlander  | Jerry Bohlander  | Gary Goodridge   | Gary Goodridge | 2:14            | SUM             |             |             |  |          |          |       |       |  |
|  | Jerry Bohlander  | Jerry Bohlander  |                  |                |                 |                 |             |             |  |          |          |       |       |  |
|  | Scott Ferrozzo   | Scott Ferrozzo   | 9:03             |                |                 |                 |             |             |  |          |          |       |       |  |
|  | Scott Ferrozzo   | Scott Ferrozzo   | 9:03             |                | Jerry Bohlander | Jerry Bohlander | 5:31        |             |  |          |          |       |       |  |
|  |                  |                  |                  |                | Jerry Bohlander | Jerry Bohlander | 5:31        |             |  |          |          |       |       |  |
|  |                  |                  | Gary Goodridge   | Gary Goodridge | TKO             |                 |             |             |  |          |          |       |       |  |
|  | Gary Goodridge   | Gary Goodridge   | Gary Goodridge   | Gary Goodridge | TKO             | KO              |             |             |  |          |          |       |       |  |
|  | Gary Goodridge   | Gary Goodridge   |                  |                |                 |                 |             |             |  |          |          |       |       |  |
|  | Paul Herrera     | Paul Herrera     | 0:13             |                |                 |                 |             |             |  |          |          |       |       |  |
|  | Paul Herrera     | Paul Herrera     | 0:13             |                |                 |                 |             |             |  |          |          |       |       |  |
|  |                  |                  |                  |                |                 |                 |             |             |  |          |          |       |       |  |

- Paul Varelans fue reemplazado por Sam Adkins para este combate, debido a que Varelans sufrió lesiones en su primer combate.